# Iglesia de San Luis de los Franceses (Roma)
La Iglesia de San Luis de los Franceses (en italiano, San Luigi dei Francesi) es una de las iglesias de Roma (Italia). Se encuentra en la plaza del mismo nombre, no lejos de la plaza Navona.

## Historia

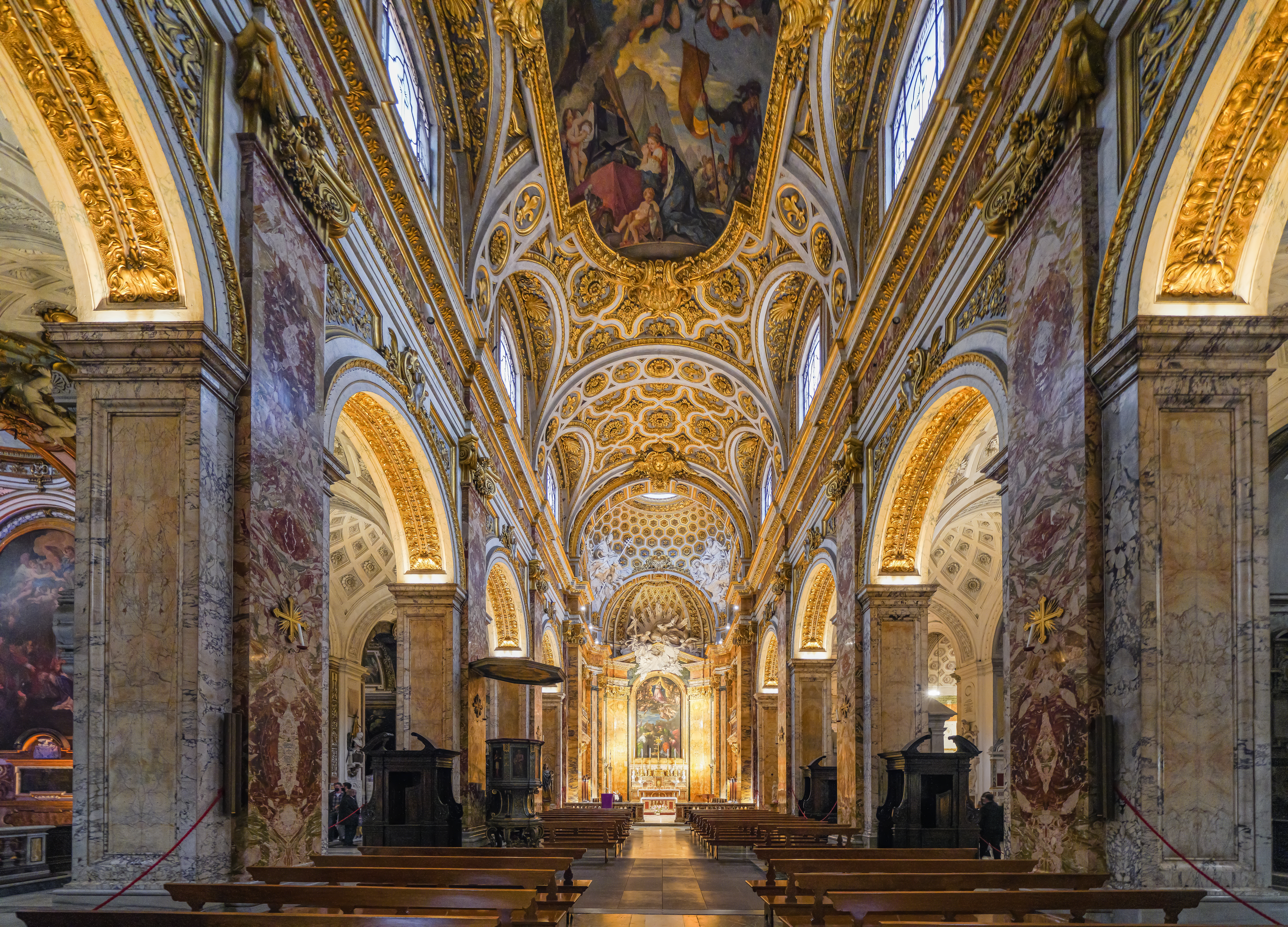
El interior de la iglesia.

La iglesia fue diseñada por Giacomo della Porta y construida por Domenico Fontana entre 1518 y 1589. Fue el cardenal Julio de Médici, el futuro papa Clemente VII, quien puso la primera piedra, y pudo llevarse a buen término gracias a la intervención de los Valois Enrique II, Enrique III, Catalina de Médici y duque Carlos III de Lorena. Es la iglesia nacional francesa de Roma y consagrada a la Virgen María, a san Dionisio Areopagita y san Luis, rey de Francia. 
El carácter francés es evidente desde la misma fachada, que tiene varias estatuas conmemorando la historia nacional: entre ellas se incluyen a Carlomagno, San Luis, santa Clotilde y santa Juana de Valois, obras de Pierre l'Estache. El interior también tiene frescos narrando las historias de San Luis (por Charles-Joseph Natoire), san Dionisio y Clodoveo I. Se encuentra también la salamandra de Francisco I.
Fue elegida como lugar de enterramiento de altos prelados y miembros de la comunidad francesa en Roma: entre ellos está la tumba de Pauline de Beaumont, fallecida por tuberculosis en Roma en 1805, erigida por su amante Chateaubriand, el economista liberal clásico Frédéric Bastiat y la del Cardenal de Bernis, embajador en Roma de Luis XIV y Luis XV. La sepultura del pintor Claudio de Lorena fue trasladada allí en 1840 por decisión de Thiers; inicialmente, sus restos estaban en Santa Trinità dei Monti. También se encuentra allí el monumental mausoleo de Louise Cheuvreux-Guillemin (1828-1859), obra del escultor Charles Gumery, premio de Roma de 1850.
La iglesia, junto con las otras iglesias francesas en Roma, están gobernadas por un administrador nombrado por el embajador francés ante la Santa Sede, en el seno de una institución llamada «Establecimientos píos de Francia en Roma y Loreto». El cardenal presbítero del Titulus S. Ludovici Francorum de Urbe era Jean-Marie Lustiger, que murió el 5 de agosto de 2007; lo sustituyó, desde el 24 de noviembre de ese mismo año, el cardenal André Vingt-Trois, arzobispo de París. Existe desde hace años un acuerdo entre Francia y la Santa Sede para que el cardenal-presbítero del título de San Luis de los Franceses sea el arzobispo de París.

## Descripción
El interior, compuesto de tres naves y de capillas laterales y decorada en gran medida en estilo barroco por Antoine Derizet, muestra una profusión de mármol, dorados y estucos.

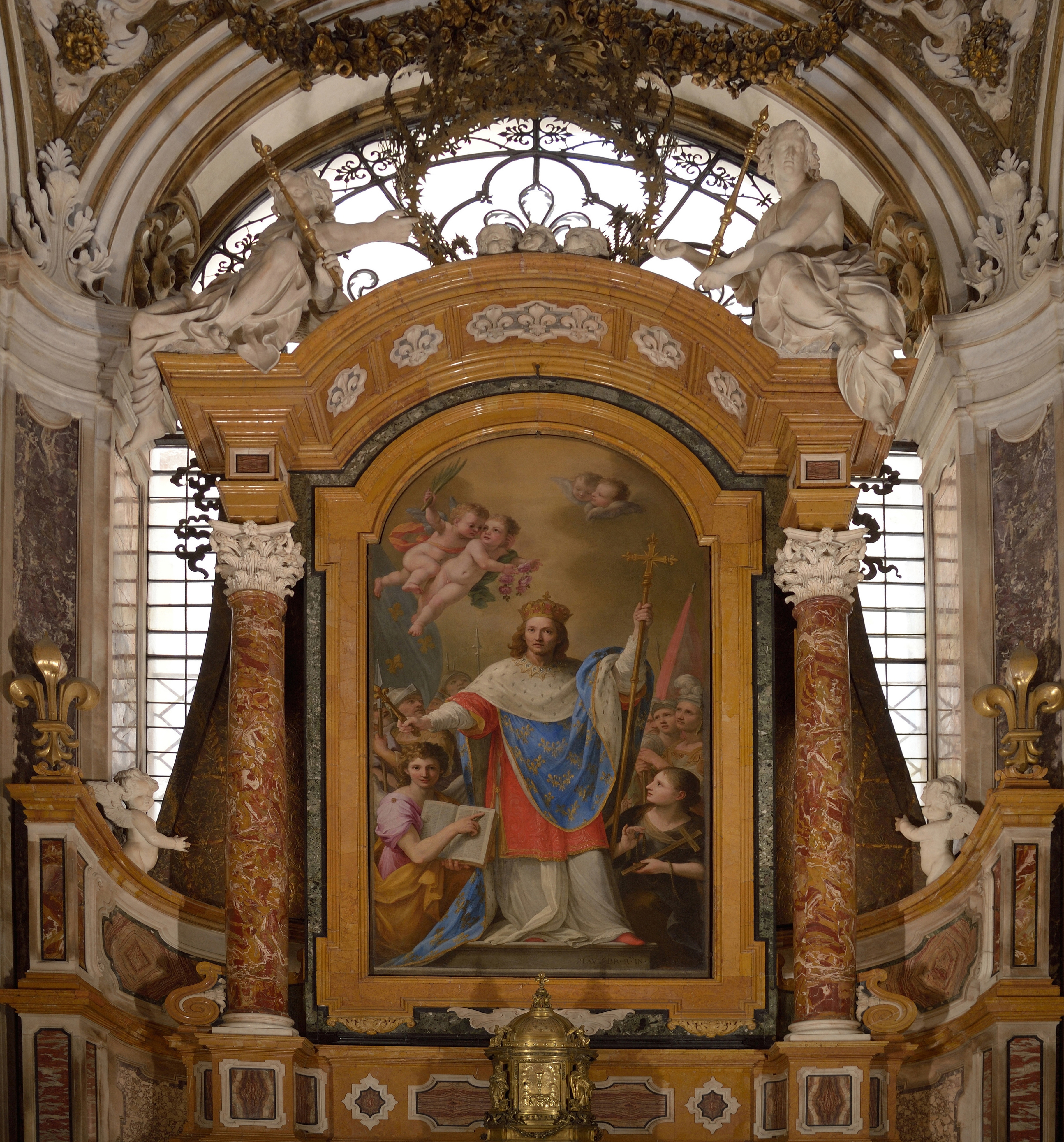
Altar de San Luis en la Iglesia de San Luis de los Franceses (Roma), Plautilla Bricci, 1664

En 1664 el Abate Benedetti le encargó a Plautilla Bricci la capilla de San Luis que fue inaugurada en 1680. Esta capilla es la más ricamente ornamentada de la iglesia: mármoles policromos, dorados y un cortinado de estuco azul con flores de lirios dorados enmarcan la entrada, también fue obra de ella el retablo del altar con San Luis.
Domenichino pintó aquí, en la segunda capilla de la nave de derecha, una de sus obras maestras, los frescos representando las Historia de santa Cecilia. Otros artistas que trabajaron en la decoración de San Luis de los Franceses fueron Cavalier D'Arpino, Francesco Bassano el Joven, Girolamo Muziano, Giovanni Baglione, Siciolante da Sermoneta, Jacopino del Conte y Pellegrino Tibaldi. 
Sin embargo, la iglesia es conocida sobre todo por albergar en una de sus capillas, la Capilla Contarelli, un conjunto de pinturas sobre el evangelista San Mateo, realizadas por el maestro barroco Caravaggio en 1599 - 1600. Son tres lienzos conocidos mundialmente: 

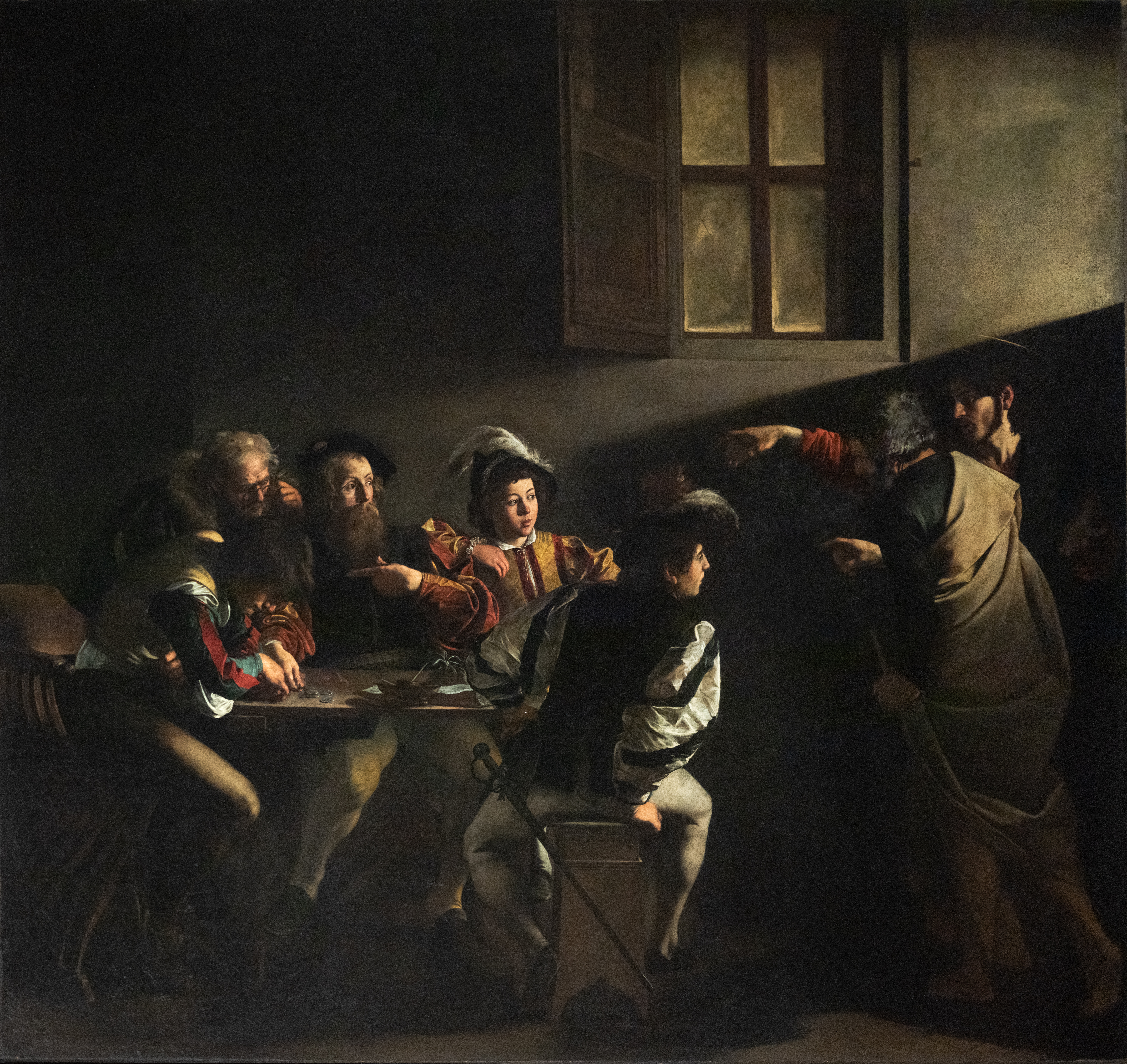
La vocación de san Mateo
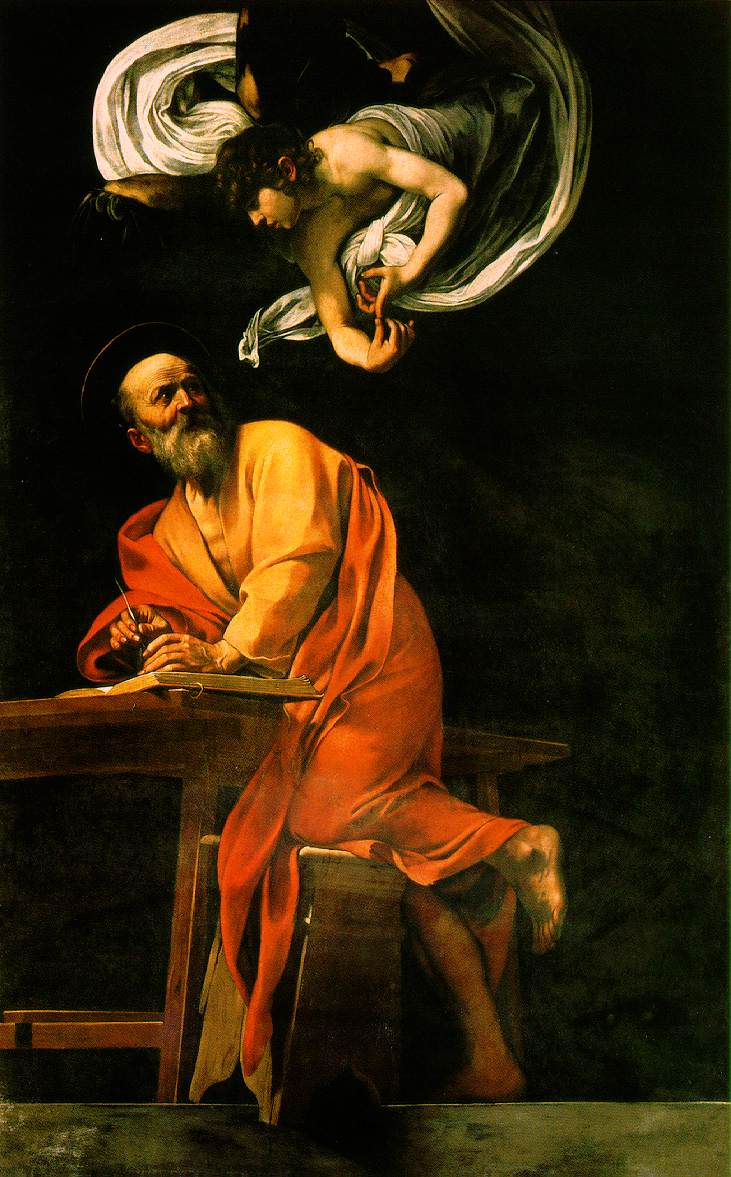
La inspiración de San Mateo (que reemplazó a San Mateo y el ángel)
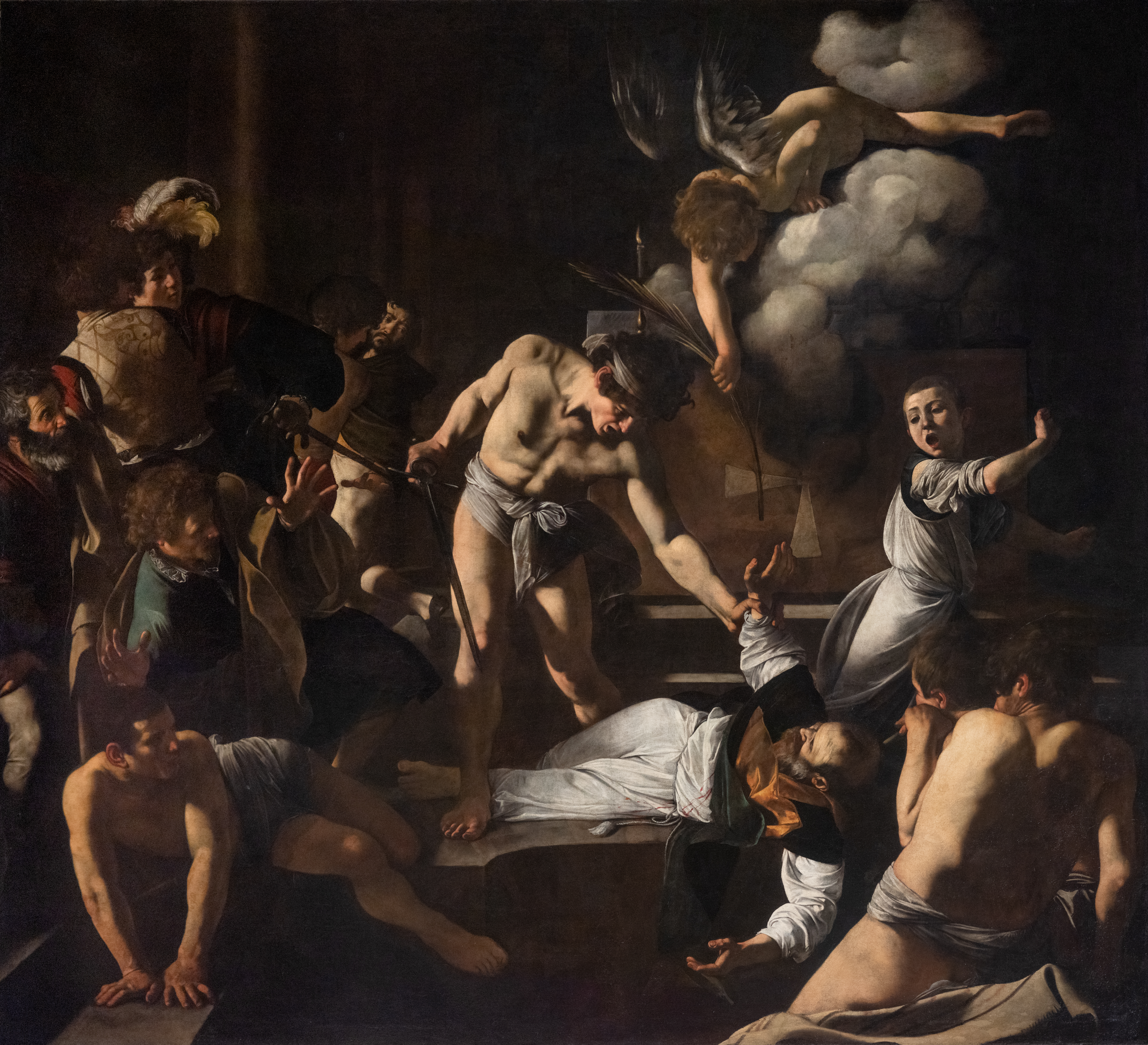
El martirio de San Mateo
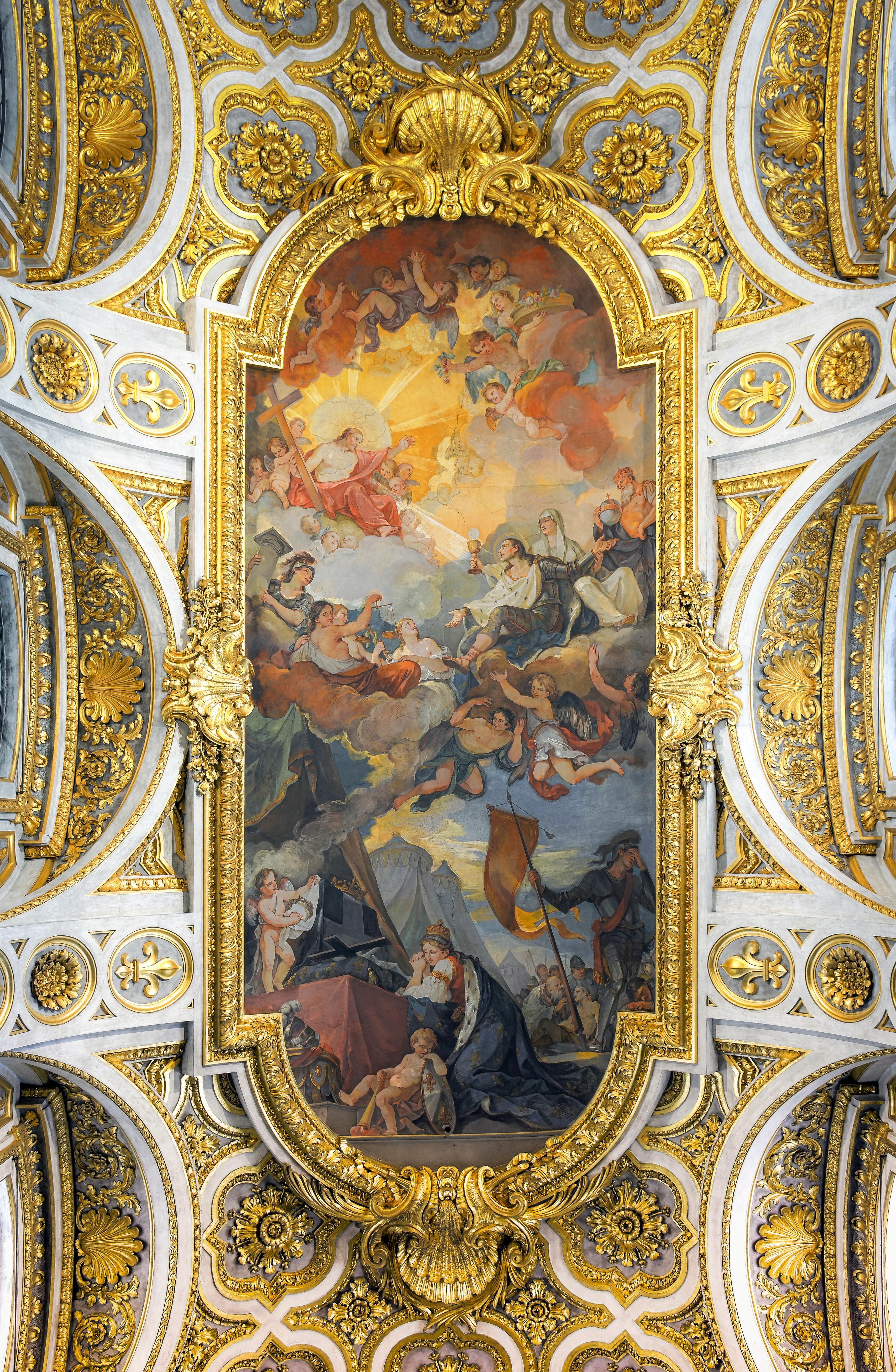
Techumbre
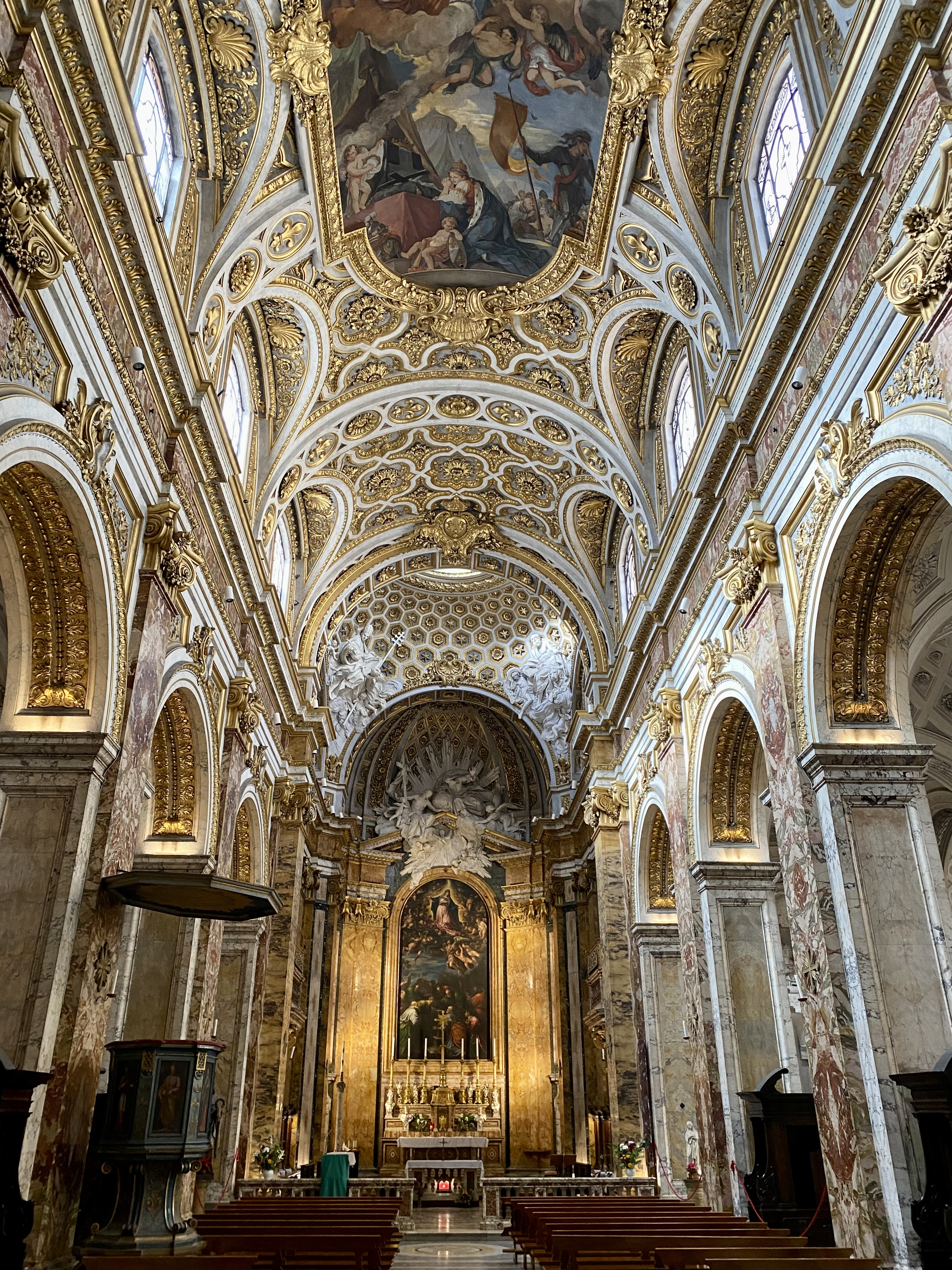
interior

- La vocación de
San Mateo
- La inspiración de
San Mateo
- El martirio de
San Mateo
- Techumbre
- interior

Junto a la iglesia está el palacio San Luis de los Franceses, perteneciente al Barroco tardío. Fue construido en 1709-1716 como un «refugio para la comunidad religiosa francesa y los peregrinos sin recursos». Su porche tiene un busto de Cristo cuyo rostro está identificado tradicionalmente con el de César Borgia. El interior alberga una galería con los retratos de los reyes franceses y una destacada Sala de música.
San Luis de los Franceses no solo está en la historia del arte por su arquitectura o sus pintores, ya que entre sus muros se desarrolló la carrera del músico Arcangelo Corelli (1653-1713), el gran maestro del contrapunto, cuya influencia llegó a compositores como Johann Sebastian Bach y Georg Friedrich Händel; aquí empezó su carrera musical a su llegada a Roma, alrededor de 1675, como tercer violín.